# Русские народные головные уборы

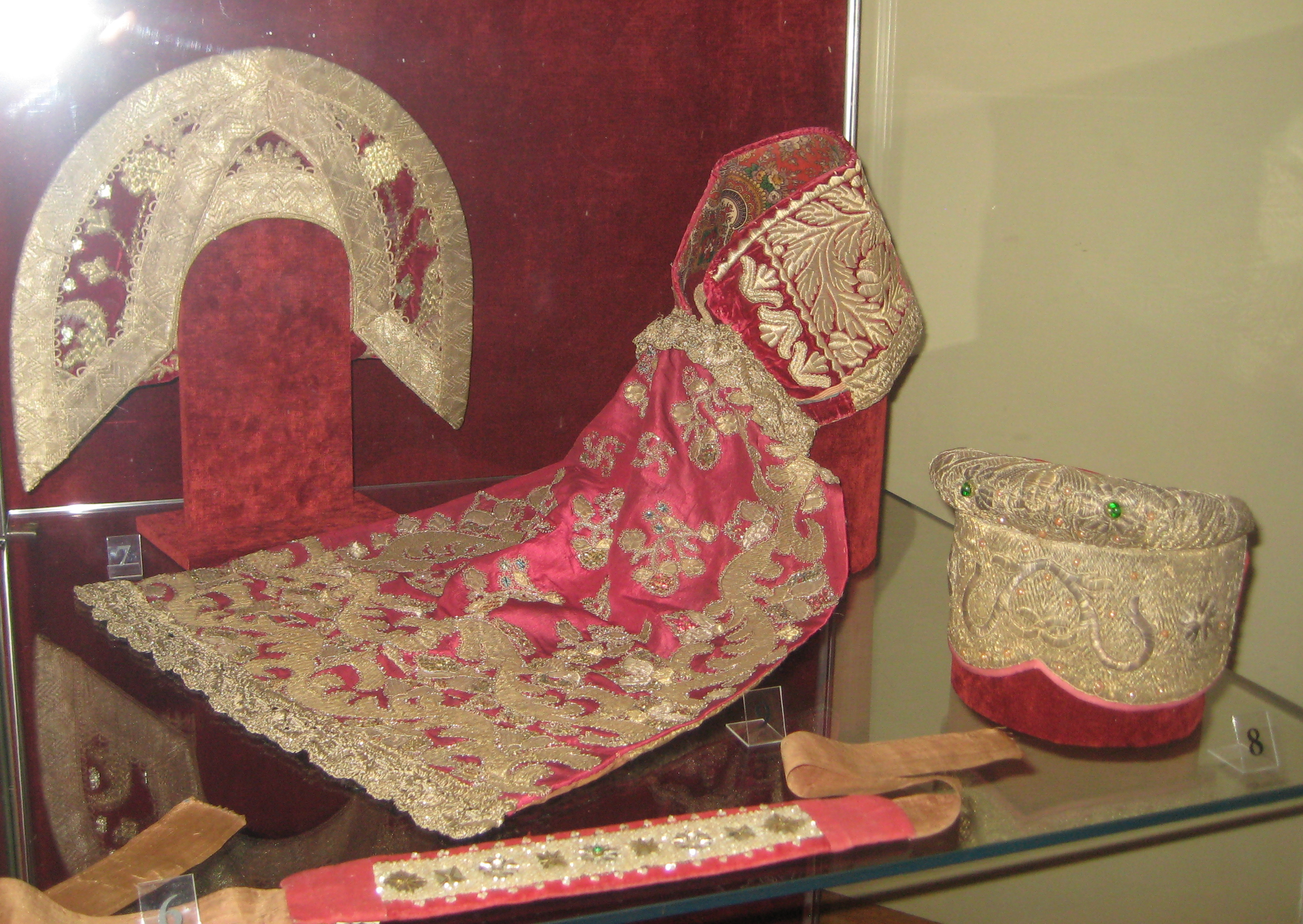

Русские народные головные уборы, как в любой традиционной культуре, имели чёткое разделение на виды. Некоторые из них отмирали с течением времени, другие сохранились до XX века.

## Женский головной убор
Наиболее роскошным являлся женский головной убор. По его деталям часто можно было узнать, откуда владелица, её возраст, семейное и классовое положение.
В первую очередь, чётко различался девичий и женский («бабий») головной убор. Незамужние носили более скромные уборы; также для девичьего убора была характерна открытая макушка и волосы на виду (пример — обруч, повязка), в то время, как замужние прятали волосы целиком.
Женский головной убор всегда сочетался с причёской. Девушки носили 1 косу, а замужние крестьянки плели 2, оборачивая их вокруг головы или укладывая в пучок.
Надевание какого-либо головного убора впервые часто сопровождалось определёнными обрядами.

## Список
| # А Б В Г Д Е Ё Ж З И К Л М Н О П Р С Т У Ф Х Ц Ч Ш Щ Э Ю Я |

### А
- ♂ А́сечка — мужской зимний головной убор из меха соболя. Круглый, плотно примыкающий к голове, с небольшим околышем, без ушей. (XVIII-нач. XX вв., Западная Сибирь)[1][2].

### Б
- ♀ Банты́, махры́ — девичий головной убор в виде шёлковой ленты или полосы позумента, завязанной бантами и заложенной в складку. Накладывались на лоб и на затылке завязывалась тесёмкой. К краю ленты пришивалась бахрома из цветного гаруса-махры или перья селезня, на складки пришивались блестки, иногда красивые пуговицы. Разноцветные ленты спускались по спине до середины лопаток. (Рязанская, Тульская, Калужская губернии)[2].
  - В северных и центральных губерниях России так же называлось украшение в виде завязывавшейся бантом шёлковой ленты с рисунком или широкой полосы кумача, штофного шёлка, которые прикалывали или пришивали к девичьим головным уборам так, чтобы длинные концы спускались на спину[3].
- ♂ Барло́ва — мужской головной убор из «барловых шкур» (осенних шкур домашних и диких коз, сохатых, волков). Круглая шапка с невысоким околышем без ушей, которую носили крестьяне зимой в будни и праздники. (Енисейская губерния, термин с XVIII в.)[3][2].
- ♀ Барха́тка — женский головной убор типа кокошника из красного штофа или бархата на холщовой или ситцевой подкладке. Жесткая шапочка с круглым верхом и зауженным к затылку околышем, плотно закрывавшая волосы. Убор украшали растительным орнаментом, выполненным золотными нитками. Бархатку носили молодые замужние женщины по большим праздникам (север Европейской России: Архангельская, Вологодская губернии вплоть до конца XIX в.)[3][2]
- ♀ Ба́рхатник — головной убор молодых замужних женщин типа кокошника цилиндрической формы, имел плоский овальный или круглый верх. Изготавливался из парчи и бархата на твёрдой основе с подкладкой из холста или ситца. Спереди украшался полосой серебряного или золотого позумента, сзади к нижней кромке крепились ленты и четыре батоги — кисти из шёлка или гаруса, около висков закреплялись помпоны из разноцветных шерстяных ниток. Надевался поверх сборника — шапочки из тонкой ткани[3]. Бархатник носили по самым большим, т.н. годовым праздникам в Грайворонском уезде Курской губернии до конца 20-х гг. XX века[2].
- ♂ Башлы́к — мужской головной убор из сукна в виде капюшона с широкими длинными лопастями, выкроенными вместе с капюшоном. Надевался зимой поверх шапки, при этом лопасти перекрещивались на шее и закидывались на спину. В XIX—нач.XX в. башлык был распространен в русских городах, бытовал в селах и деревнях севера Европейской России, входил в состав форменной одежды некоторых казачьих войск[2].
- ♀ Безуме́нт — яркий шёлковый платок, сложенный по диагонали в виде широкой ленты. Им «окручивали» невесту после венца перед свадебным пиром. Укладывали вокруг повойника, надетого на голову поверх двух заплетённых и уложенных вокруг головы кос. После свадьбы безумент мог надеваться только по большим праздникам и особенно торжественным дням (термин XIX-XX вв., в некоторых сёлах Енисейской губ.)[2][3].
- ♂ Бобро́вая — праздничная крестьянская зимняя круглая шапка из сукна с широким околышем из меха бобра (Енисейская губ., термин с XVIII века)[3].
- ♀ Бору́шка (морха́тка, мо́ршень, оча́пок, сбо́рник) — твёрдый головной убор замужних женщин, относящийся к типу кокошников-сборников[3], отличался широким очельем и конусообразным возвышением над теменем, заложенным спереди вертикальными плотными валиками-борами. Изготовлялся из позумента, шёлка, вышитого серебряной или золотной нитью, парчи, наклеенных на картон или прокрахмаленный холст с ситцевой или холщовой подкладкой. Очелье украшалось бисером, цветными стёклами в оправе, имитировавшими драгоценные камни. Убор плотно облегал голову, закрывая волосы, заплетённые в две косы и уложенные венком, сзади к нему прикреплялся  широкий шёлковый бант, концы которого спускались до середины спины. Термин борушка был известен в некоторых деревнях Вологодской губернии в XIX веке, однако такого рода головные уборы под другими названиями были распространены на значительно большей территории — как минимум в Архангельской, Новгородской, Вятской, Костромской, Псковской губерниях[2].
- ♀ Бо́чка — головной убор просватанной девушки, обруч из бересты или проклеенного в несколько полос картона, обтянутый снаружи позументом, внутри — набойкой или ситцем[3] с прикрепленным к нему ажурным валиком, имитирующим венок из цветов и листьев. Валик, выполненный из проклеенного холста и нашитого на него шнура, был украшен фольгой, мишурой, выложен канителью и жемчугом. Убор надевался поверх ленты, унизанной жемчугом, сверху на него закреплялся венок из искусственных цветов или ленточек. Известен в г. Чердыне Пермской губернии и окрестных сёлах. В сер.XIX в. девушки из богатых семей надевали бочку на свадьбу: во время девичника, когда шли к причастию, а также к венцу.[2]
- ♂ Бриль — мужской головной убор, соломенная шляпа с низкой плоской тульёй и прямыми широкими полями (Курская губ., термин XIX в.)[2][3]
- ♂ Бурк — мужской головной убор из меха лисицы, круглый, с небольшим околышем, плотно облегавший голову, без ушей. Носился в будни и праздники. (Тобольская губ., XVIII—нач.XX в.)[2]

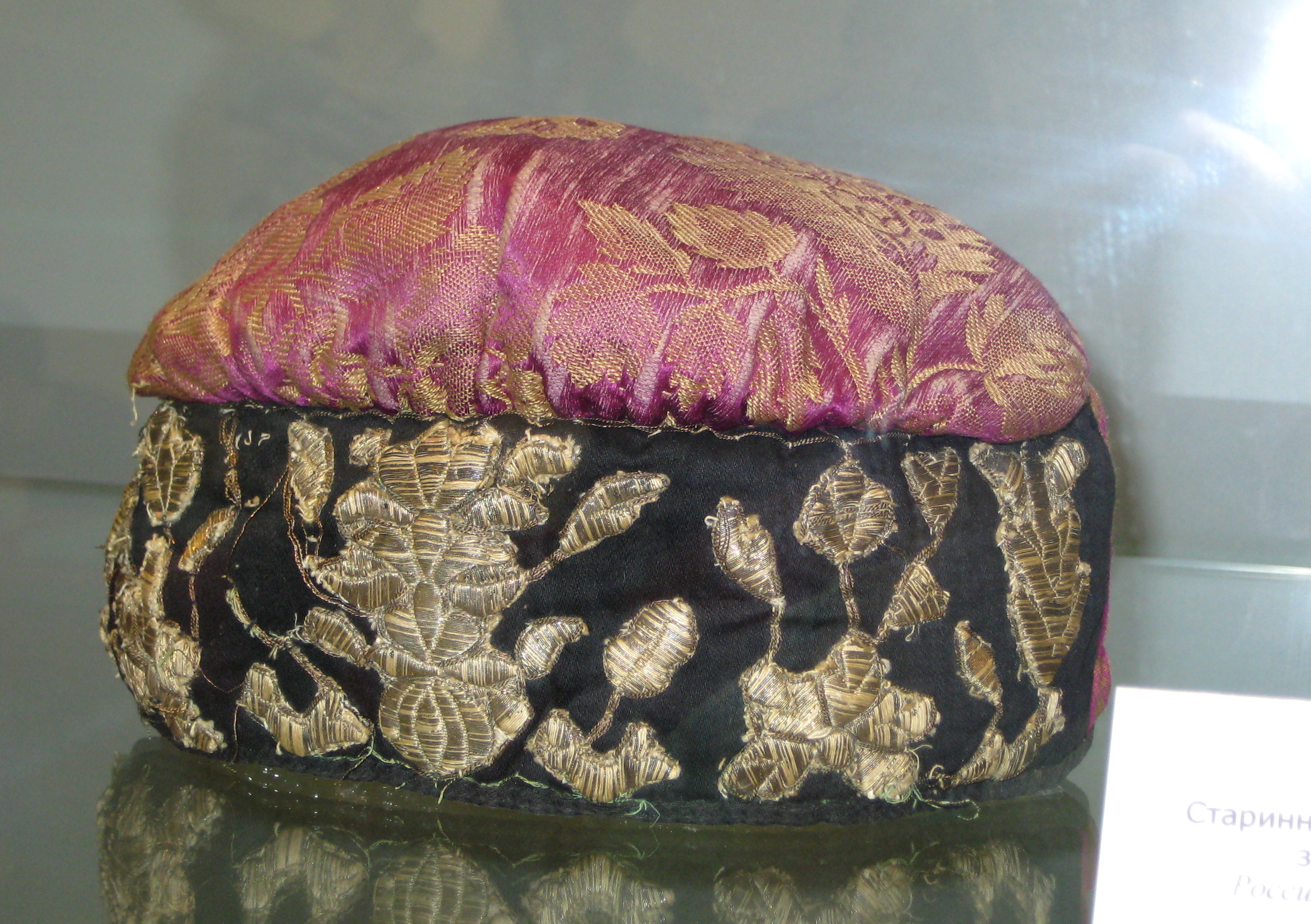
Борушка

### В
- ♂ Валёнка, ермо́лка, еломо́к — мужской головной убор для весны, лета и осени из валяной овечьей шерсти белого, серого или коричневого цвета. Изготавливались в форме усечённого конуса[4] с плоским или округлым верхом высотой 15-18 см с отогнутыми и прилегающими к тулье высокими полями.Такого типа головные уборы были с XIV века. В XIX веке белые и серые валёнки были распространены в Архангельской, Пермской, Псковской, Смоленской, Тверской, Тульской, Орловской, Курской, в русских сёлах Витебской, Черниговской губерний. Коричневые валёнки встречались в Орловской, Курской, Тульской, Уфимской, Пермской, Вологодской губерниях. Термин еломо́к и ермо́лка применительно к этому головному убору бытовал в XVIII-XIX вв. в сёлах Воронежской, Курской, Харьковской губерний. Во второй половине XIX века валёнки стали выходить сначала из праздничного обихода, а затем и из повседневного, заменяясь картузами[2].
- Венец — девичий головной убор.
- ♀ Венок[4] — девичий головной убор по принципу обруча, мог украшаться не только живыми, но и искусственными цветами.
- ♀ Венчик, венец[4], увясло — девичий головной убор, узкая полоска металла или материи, охватывающий голову и скреплявшийся на затылке, которым придерживались распущенные волосы или коса.
- ♀ Верхуша — женский головной убор типа кички[4].
- ♀ Волосник — сетка для волос с околышем из золотных или вышитых золотом материй.
- ♀ Воля — шелковая лента, вплетавшаяся в девичью косу, обрядово расплеталась при свадьбе[4]
- ♀ Вывод — головной убор замужних женщин[4]

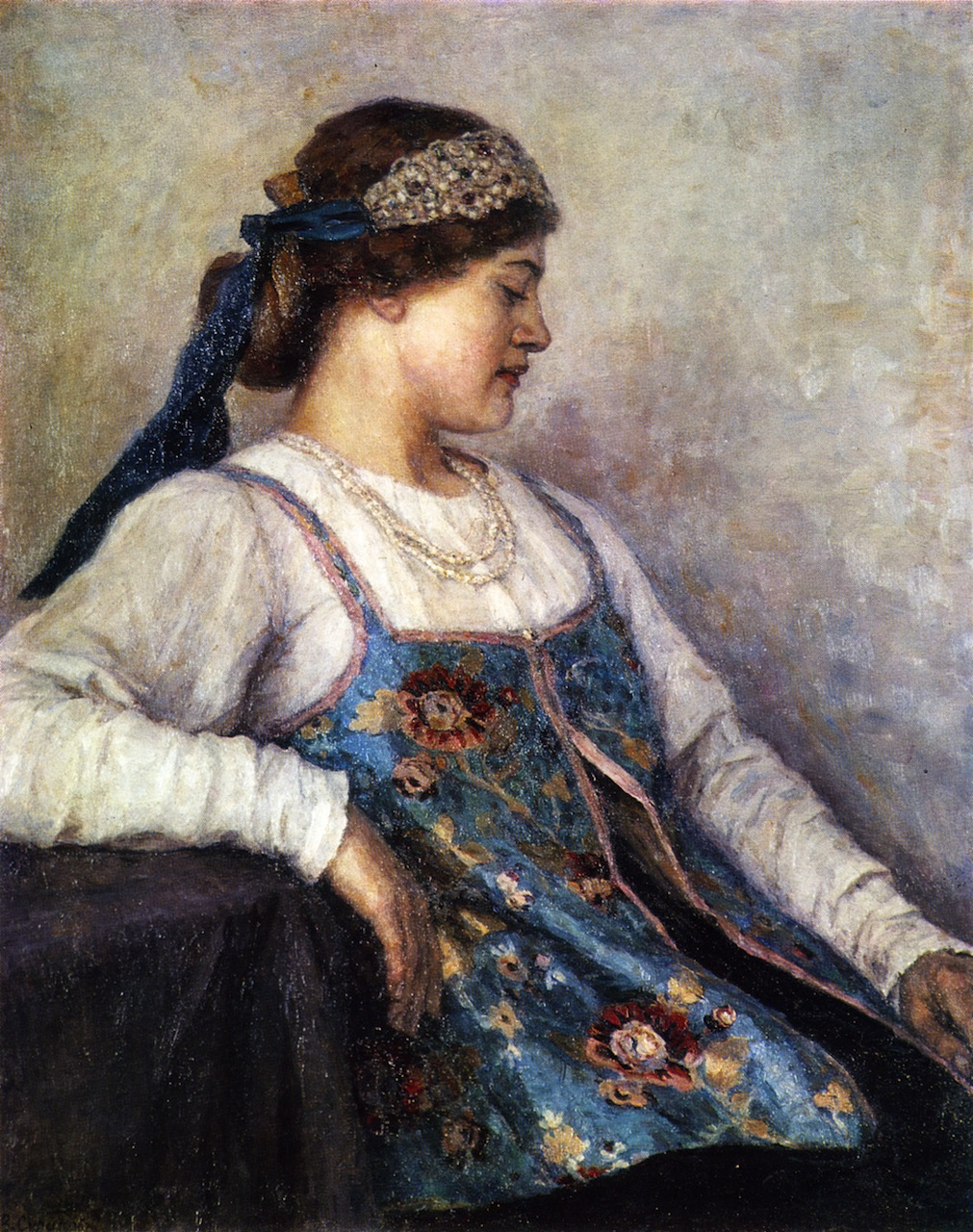
Венец

### Г
- ♀ Галстинка — девичий головной убор, платок, сложенный в виде повязки[5].
- ♀ Голова — женский головной убор типа кокошника, состоял из кокошника, налобника, позатыльника, платка[5].
- ♀ Головное — женский головной убор[5].
- ♀ Головной — женский головной убор типа кокошника[5].
- ♀ Головодец — см. коруна[5]
- ♂ Гречневик, грешневик, гречишник, гречник, гречушник — мужской головной убор для весны, лета, осени из коричневой вяленой овечьей шерсти в форме высокого цилиндра[5].

### Д
- ♀ Девичья краса — праздничный девичий головной убор в виде украшенной ленты[6].
- ♂ Долгуша, пыжик — мужской головной убор из меха оленя или тюленя, круглая шапочка с длинными наушниками (Архангельская, Вологодская, Пермская губ., Зап. Сибирь). Носилась вместе с малицей[6].
- ♀ Дымка, дынка — часть головного убора невесты, фата[6].

### З
- ♀ Здоровканье — головной убор типа сборника[7]
- ♀ Золотнуха — девичий головной убор в виде полосы позумента[7]
- ♂ Зундвест, зундвст, зюндвест, зюндвст, зюдвес — мужской головной убор из парусины, пропитанной олифой (рыбаки Белого моря)[7]
- ♂ Зырянка — мужская шапка из сукна с четырёхугольным дном[7].

### К
- ♂ Кабардинка — мужской головной убор в виде круглой суконной шапочки с узкой меховой опушкой[8].
- ♀Каблучок
- ♀ Каптур — женская уличная меховая шапка, круглая, с лопастями, закрывавшими затылок и щеки
- ♀ Кардонка — девичий головной убор, обруч из картона, обтянутый тканью (Тобольская губ.)[8]
- ♂ Картуз, фуражка
  - Картуз норвежский — с двумя козырьками, спереди и сзади[8]
- ♂ Катанушка — мужская шляпа из валяной шерсти (Енисейская губ.)[8]
- ♀ Кика, кичка — наиболее распространённый повседневный головной убор. (Её элементы — чело, рясы, задок).
  - Головка — кика новгородская
- ♀ Кищонка — девичий и женский сложносоставный головной убор (Воронежская губерния)[8]
- ♀ Клеёнка — девичий головной убор[8]
- ♀ Кокошник
  - Златоглав — однорогий (одногребенной, одногребенчатый)
  - Шеломок — двурогий (двугребенной, двухгребенчатый) «Златоглав»
- ♀ Кокуль — девичий и женский головной убор для зимы из меха в виде капора (р. Анадырь)[9].
- Колпак — древнейший вид убора, носился всеми[9]
- ♀ Колпачок, кружочек — головной убор просватанных девушек и молодых женщин[9]
- ♀ Комок — головной убор замужних женщин, платок, сложенный на угол (Вологодская губ.)[9].
- ♀ Конура — головной убор просватанных девушек, богато украшенный обруч[9]
- ♀ Коруна, головодец — девичий головной убор, богато и сложно украшенный венчик
- ♀ Косицы — часть головного убора молодой девушки или женщины, пучки из перьев селезня или чёрного конского волоса из гривы, пришитые к красной тесемке.[9]
- ♀ Косник, накосник — девичий головной убор, вплетённая в косу золотная нить либо треугольная привеска, богато украшенная.
- ♀ Косынка
- ♀ Косыня[9]
- ♀ Косяк[9]
- ♀ Котелка[9]
- ♂ Краган — мужской головной убор из сукна домашней выработки в виде капюшона (Тобольская губерния)[10].
- ♀ Красот, красота — головной убор невесты в виде обруча из бересты или картона, обтянутый тканью[10]
- ♀ Красота, красотина — девичий головной убор в виде суживающейся к концам полосы ткани[10]
- ♀ Крашеные перья, крючки, пучки — головной убор просватанной девушки и молодой женщины[10].
- Кружок — головной убор девушек и замужних женщин[10].
- ♂ Кубашка — зимняя мужская шапка из серой овчины, круглая, плотно облегавшая голову (Псковская губ.)[10]

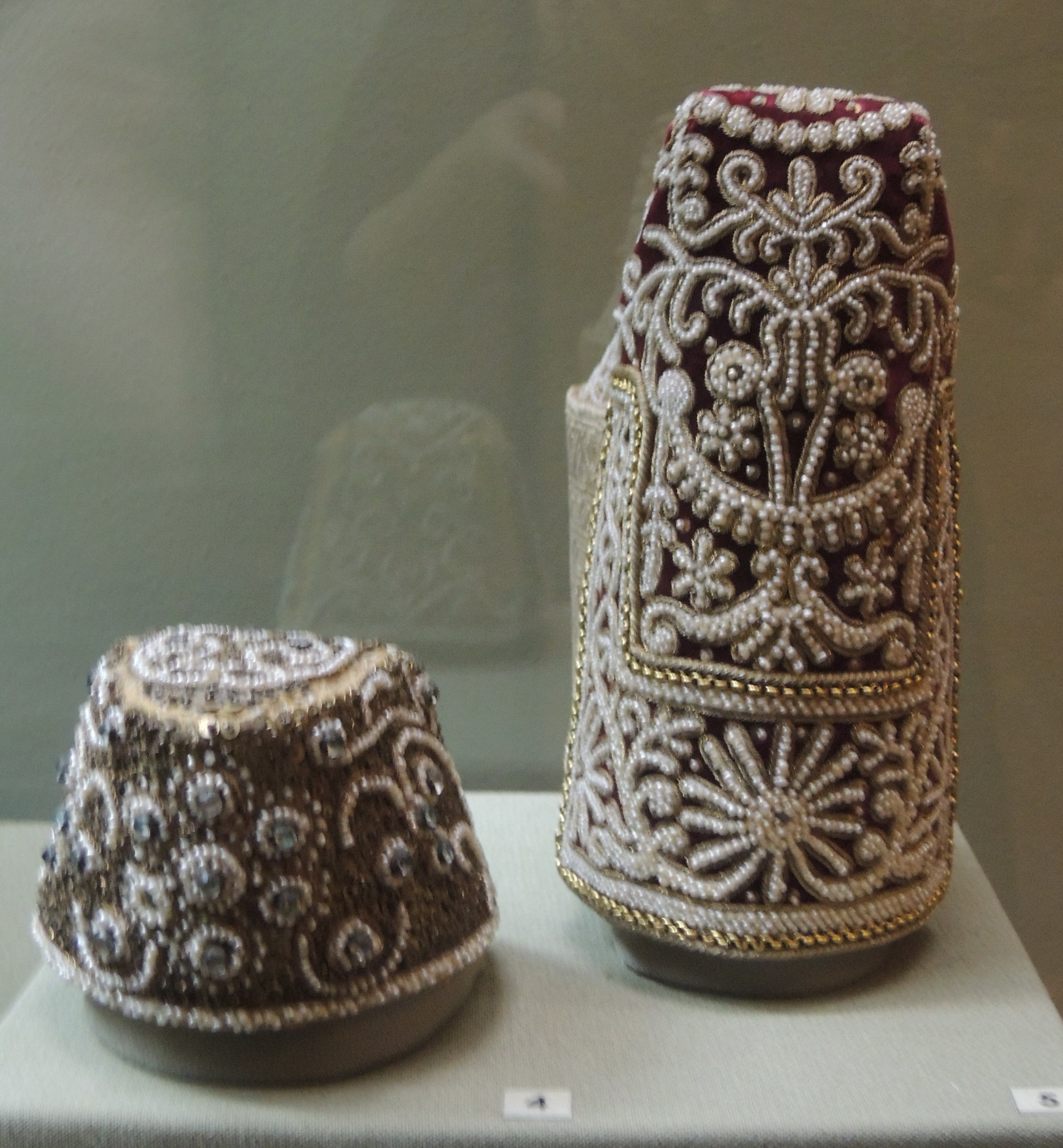
Каблучок (два варианта высоты)
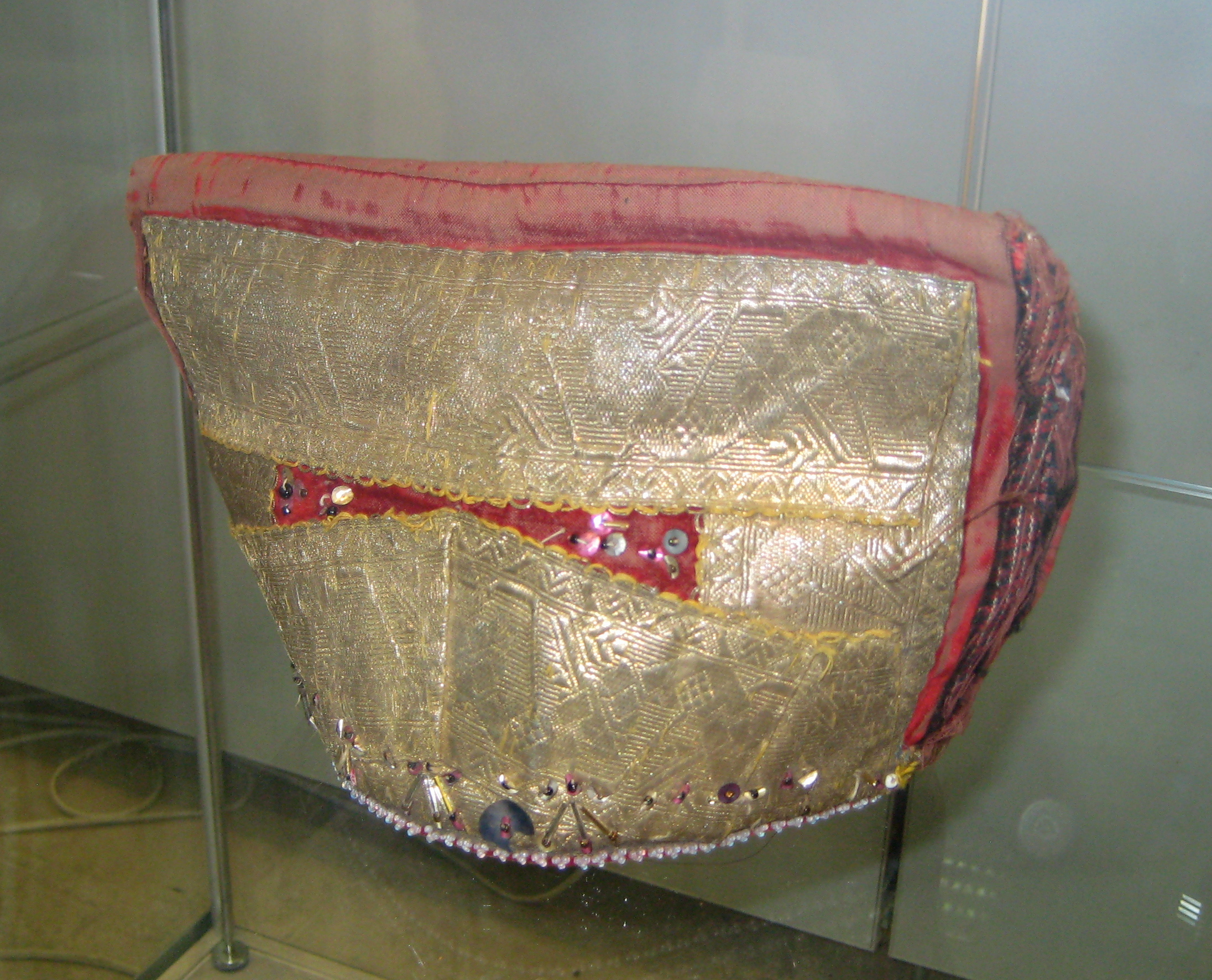
Кичка
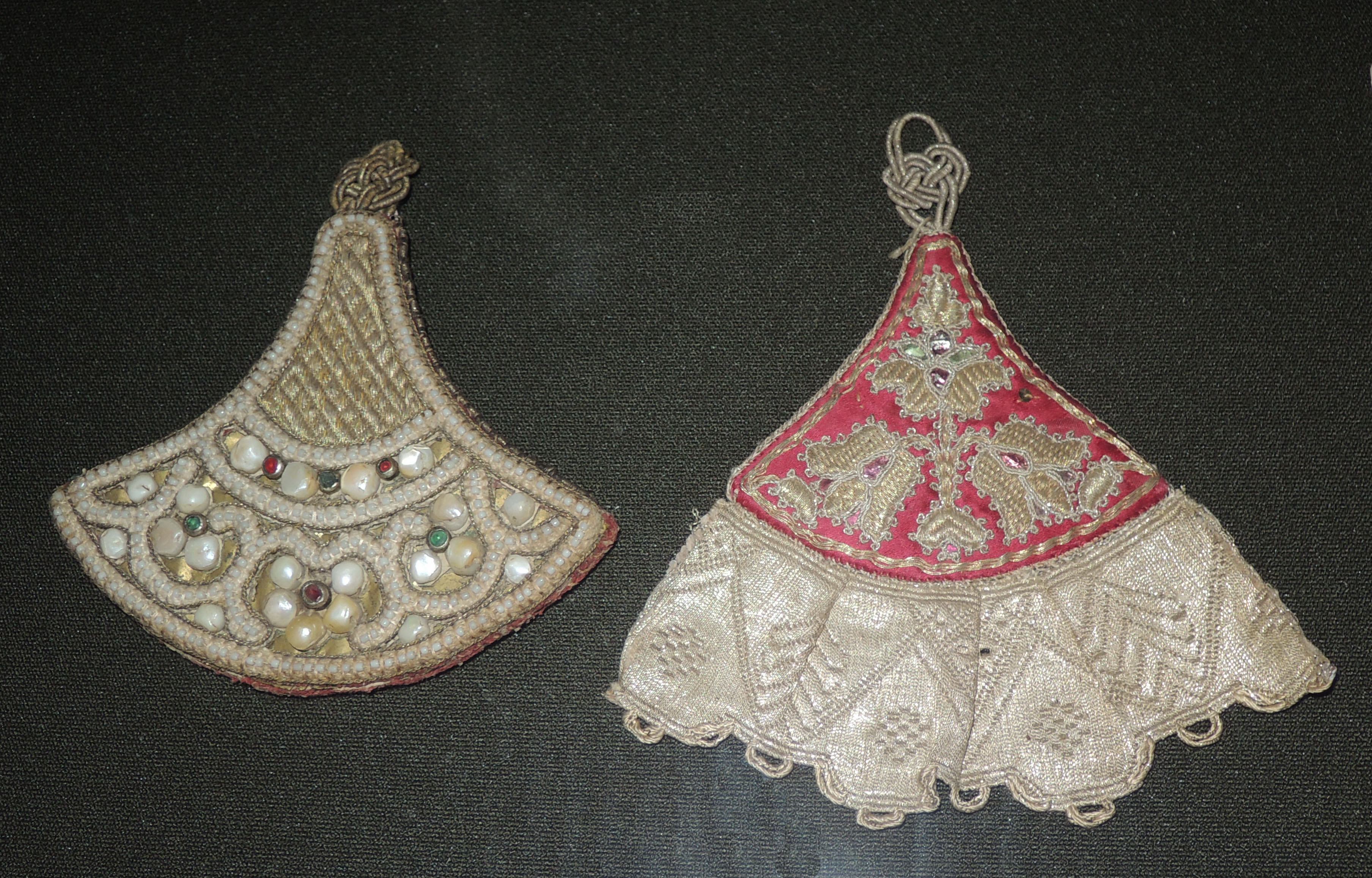
Косники
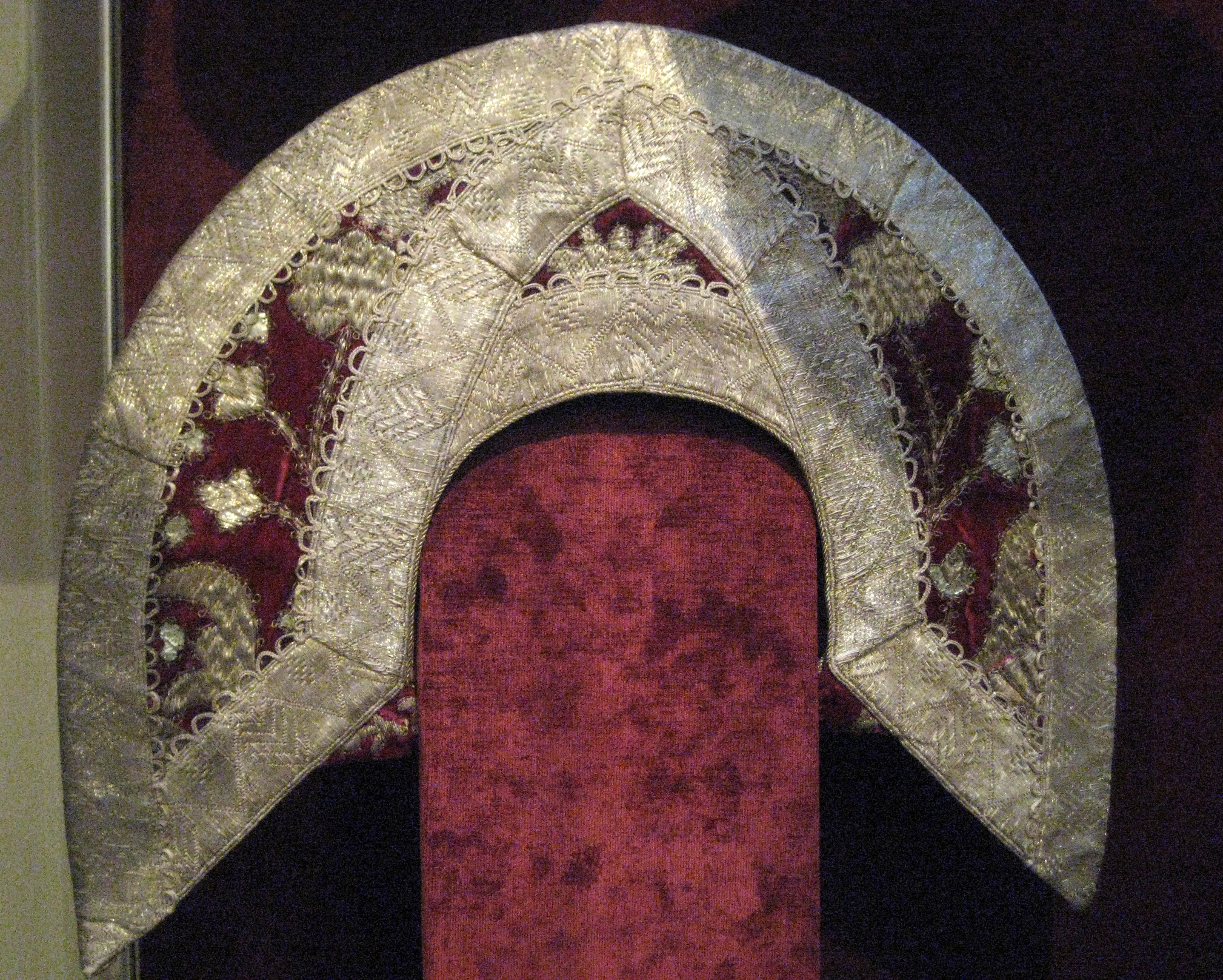
Кокошник. Рязанская губерния
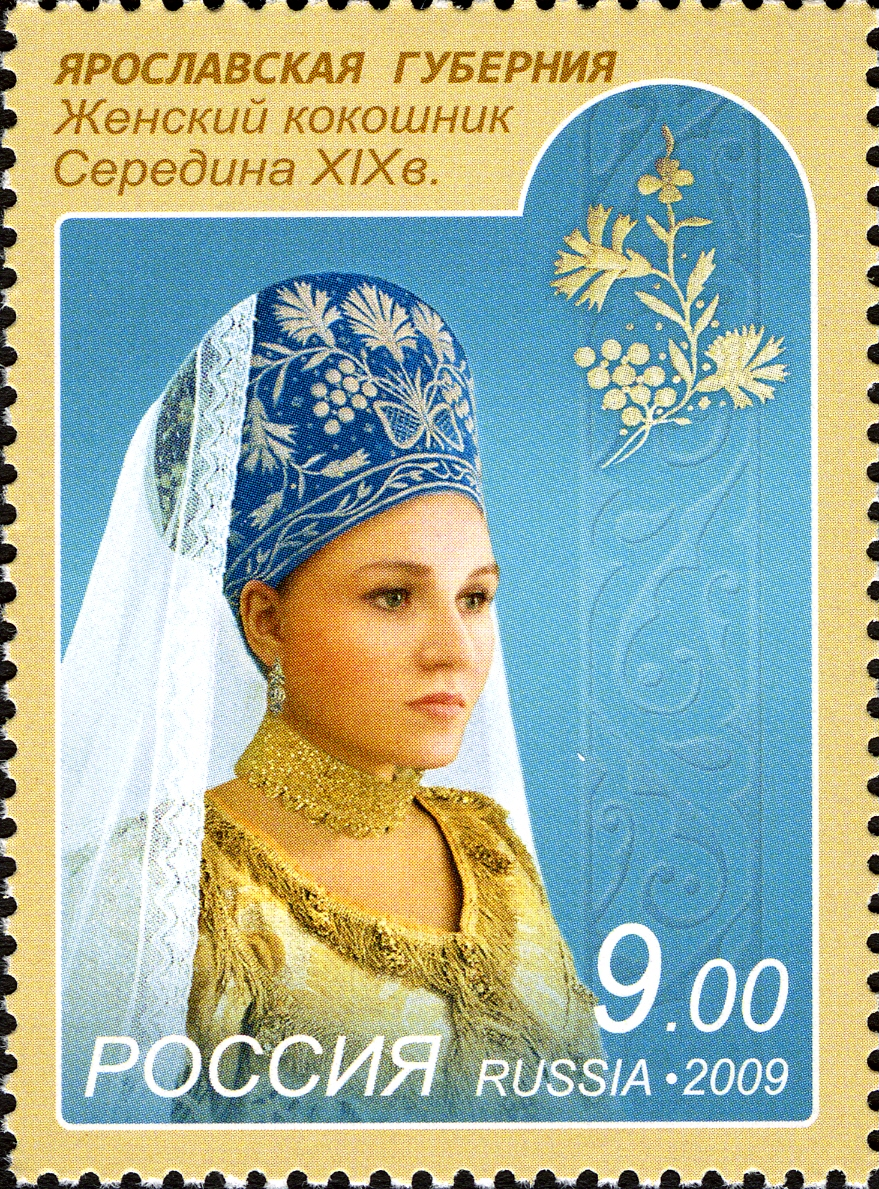
Кокошник Ярославская губерния
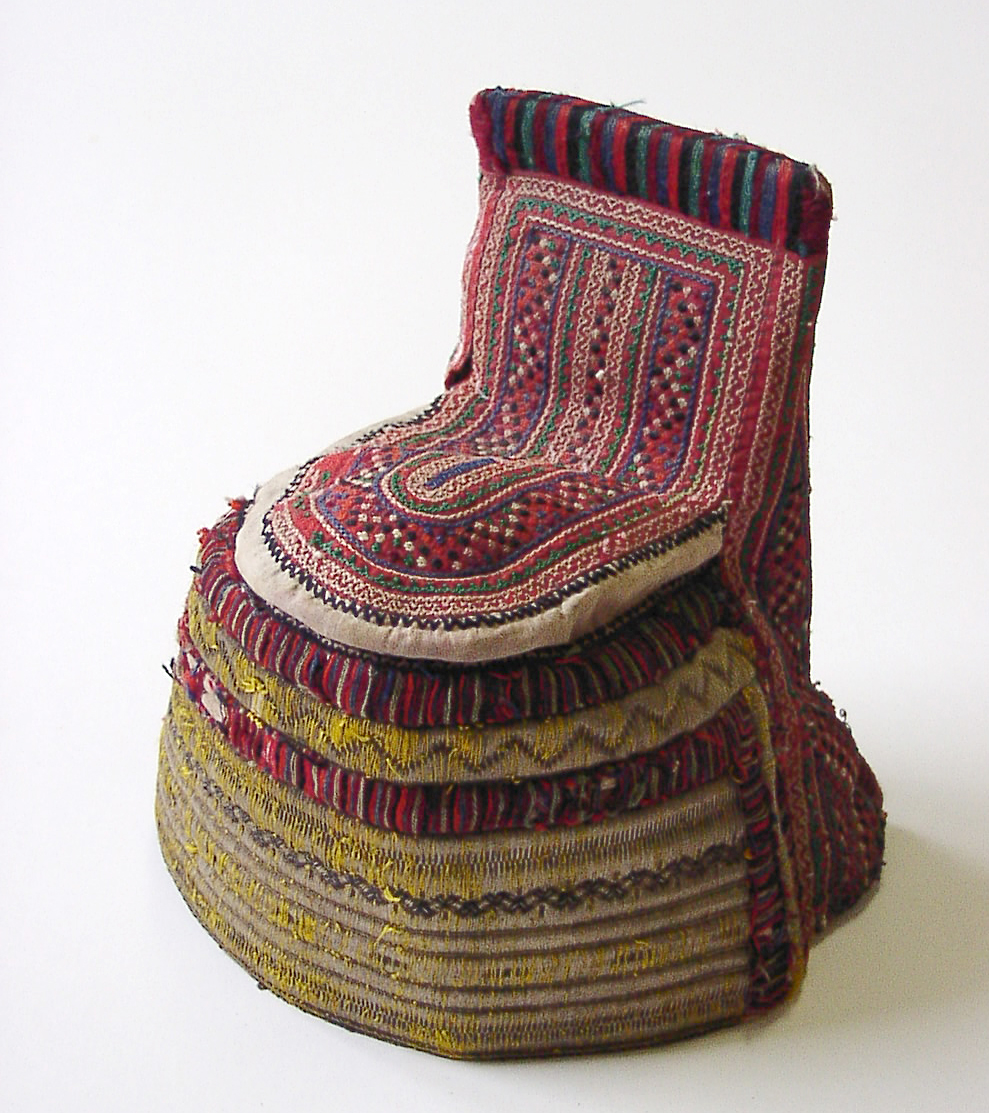
Кокошник. Белгородская область
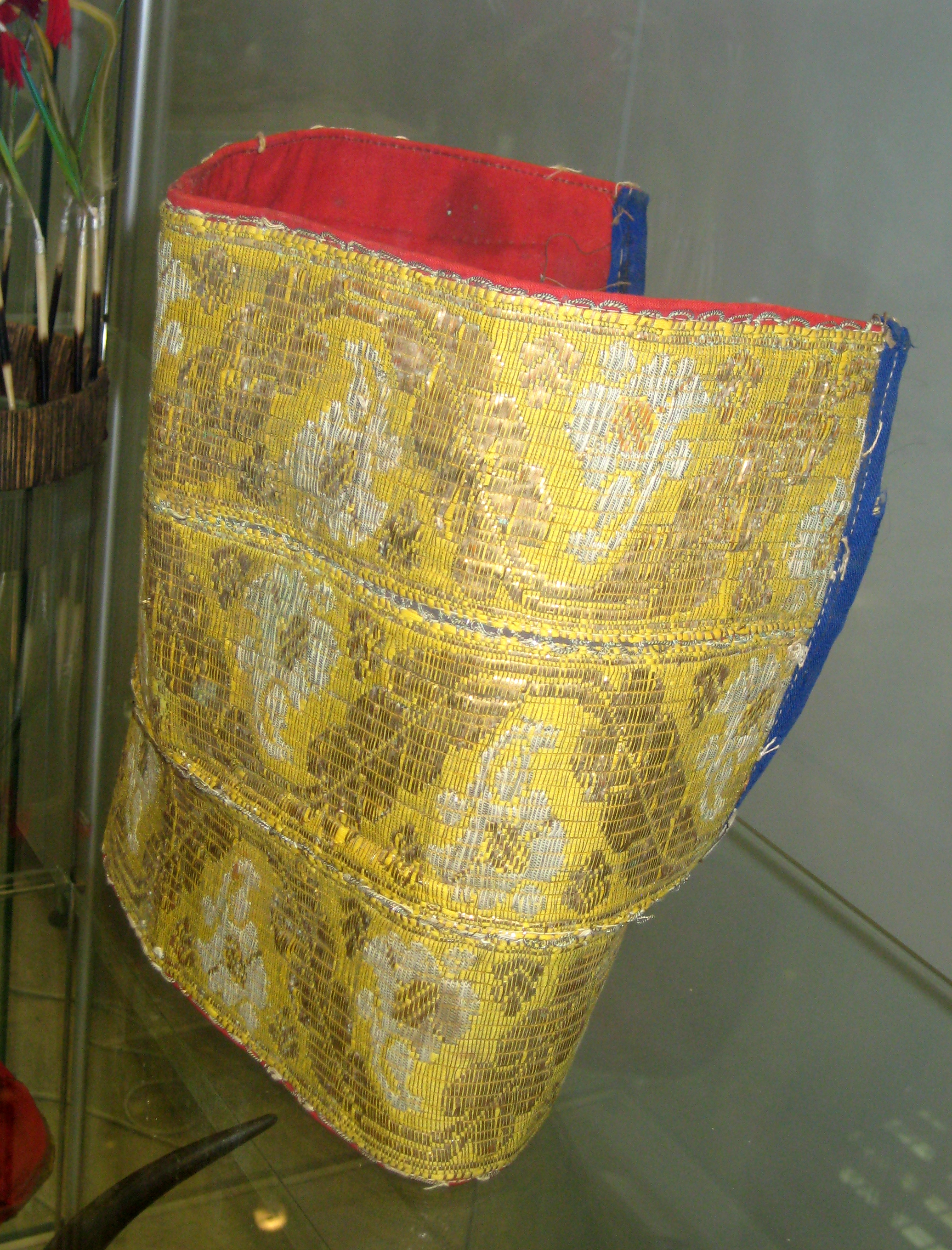
Коруна

### Л
- Латушка — головной убор мужчин и замужних женщин[11]
- ♀ Ленда, риска бездонная — девичий головной убор, сетка из жемчуга или бисера, низанных на конский волос (Тверская губ.).[11]
- ♀ Ленка — девичий головной убор из полосы шелковой ткани или позумента, проклеенной с картоном, украшенной спереди бисером, блестками (Тамбовская губ.)[11].
- ♀ Лента — девичий головной убор, обвивала лоб[11]
- ♀ Лентка — девичий головной убор в виде полосы кумача[11]

### М
- ♀ Маковочки — головной убор замужних женщин, относящийся к типу повойников[12].
- Малахай — мужской головной убор, использовавшийся в некоторых районах России и как женский, из овчины, телячьей, оленьей шкуры, меха лисицы, бобра, барсука, волка, а также из сукна, верверета. Шапка с четырёхугольным, реже остроконечным верхом из сукна, с четырьмя клапанами[12].
- ♀ Малоголовка — головной убор замужних женщин в виде шелковой косынки (Вологодская губ.)[12]
- ♀ Мартушка — головной убор замужних женщин, представлявший собой платок, сложенный по диагонали (Курская губ.)[12]
- ♀ Махрёнка — головной убор замужних женщин, относящийся к типу кичкообразных. (Калужская и Тульская губ).[12]
- ♀ Мезенка — девичья или женская шапка из меха в виде капора, завязывавшегося под подбородком лентами (Архангельская губ.)[12].
- ♀ Моршень — головной убор замужних женщин[12].
- ♀ Моховик — головной убор замужней женщины типа кичкообразных головных уборов[12].

### Н
- ♀ Наборошник — девичий головной убор, венец с пятью лучами-городками на неширокой (около 5 см) повязке из позумента[13].
- ♀ Наколка — головной убор замужних молодых женщин, шапочка овальной формы из шелка на твердом каркасе с ситцевой подкладкой[13].
- ♀ Накосник
- ♀ Налобень — девичий головной убор в виде обруча из луба, обтянутого холстом и ситцем[13].
- ♀ Намётка — головной убор девушек и замужних женщин, относящийся к типу полотенчатых[13].
- ♂ Нахутарница — мужская, валянная из овечьей шерсти шапка (Енисейская губ.)[13].

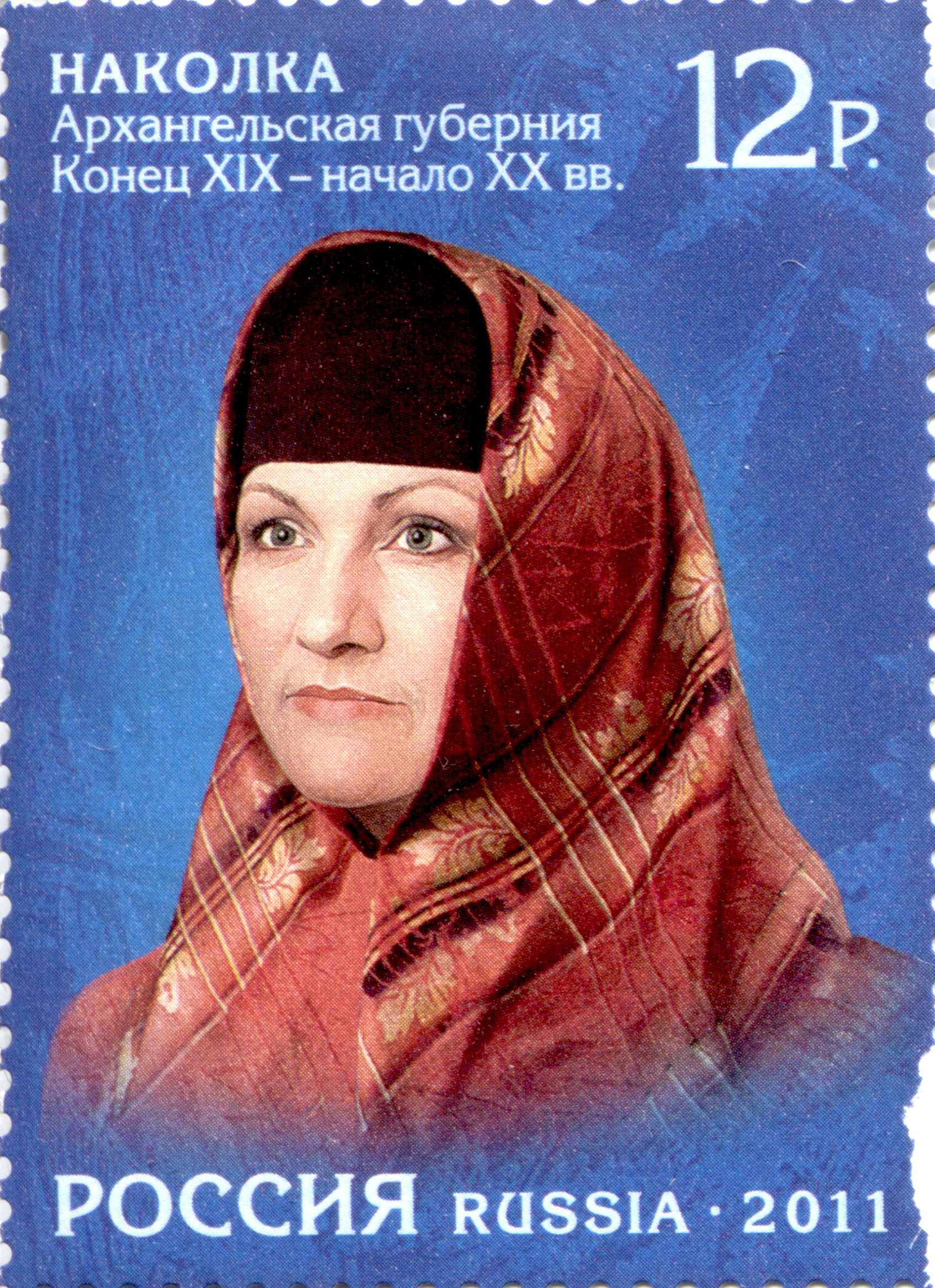
Наколка 19-20 в. (поверх платок?)
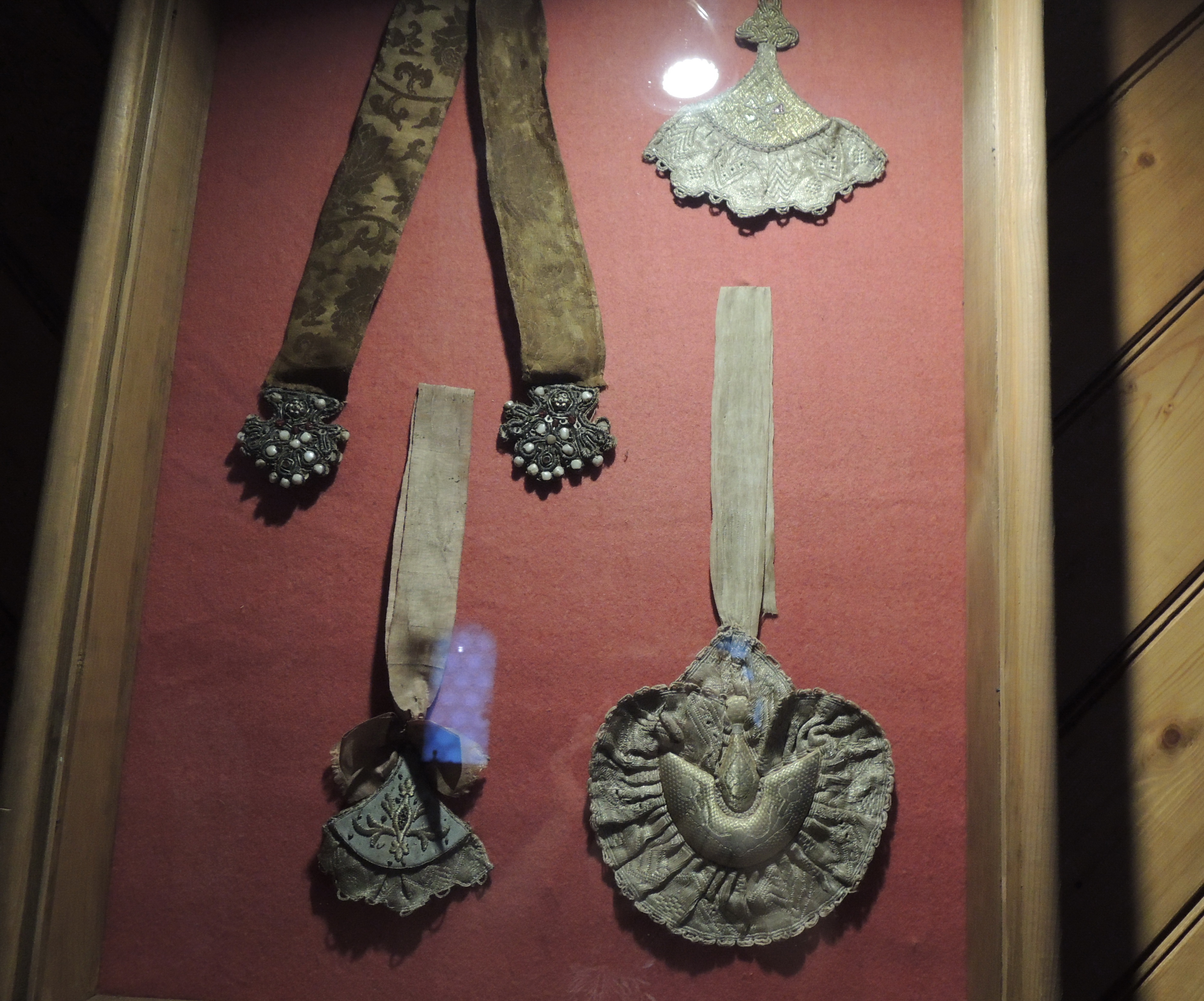
Накосники

### О
- ♀ Обвязка — головной убор типа полотенчатых[14].
- ♀ Ободок[14]
- ♀ Обуза — головной убор типа кички (Калужская и Орловская губ.)[14]
- ♀ Обруч — девичий головной убор, мог изготавливаться из древесной коры или картона. Имел вид круга, обшитого тканью, декорированного бисером, цветами, перьями, жемчугом.
- ♀ Опояска[14]
- ♀ Оправа — головной убор типа кички[14]
- ♀ Очапок — головной убор типа кокошников-сборников (Архангельская губ.)[14]
- ♀ Очелье[14]

### П
- ♂ Папаха — встречается у казаков[15]
  - Кубанка — низкая папаха
- Пелена — платок[15]
- Пелёнка — платочек[15]
- ♀ Перевязка — девичий головной убор из полоски тяжелой ткани (парчи, вышивки) с завязанными концами, либо из свернутого платка со свисающими концами[15].
- ♀ Перевязник[15]
- ♀ Перевязочка (р. Онега)[15]
- ♀ Перевязь (р. Олонецкая губ.)[15]
- ♀ Платок, плат[15]
- ♀ Повило[16]
- ♀ Плачея — убор просватанных девушек
- ♀ Повойник, повой[16], подбрусник — легкая нижняя либо непарадная шапочка из мягкой ткани, под которую убирались волосы.
- Повязка[16]
- ♀ Подбирушка (Олонецкая губ., южные территории)[16]
- Подвязальник (Тобольская губ.)[16]
- ♀ Позатыльник — подготовительный элемент головного убора из бисера или из ткани, подвязывался сзади на затылок под любые кичкообразные головные уборы.
- Подзаушник — украшение в виде кистей (Рязанская губ.)[16]
- ♀ Подпластик, павлины, платок на грамотке, подпластник — девичий головной убор, состоявший из поднизи, платка и «чехров»[16].
- ♀ Подубурусник[16]
- ♀ Позявник (Орловская губ.)[16]
- ♀ Покрытка (Курская губ.)[16]
- ♀ Полотенце[16]
- ♀ Полуголовка (Вологодская губ.)[16]
- ♀ Похватка (Калужская, Рязанская и Тульская губ.)[17]
- ♀ Поцепошник[17]
- ♀ Почелок, подчелок[17]
- ♀ Пошиши[17]
- ♀ Привеска[17]

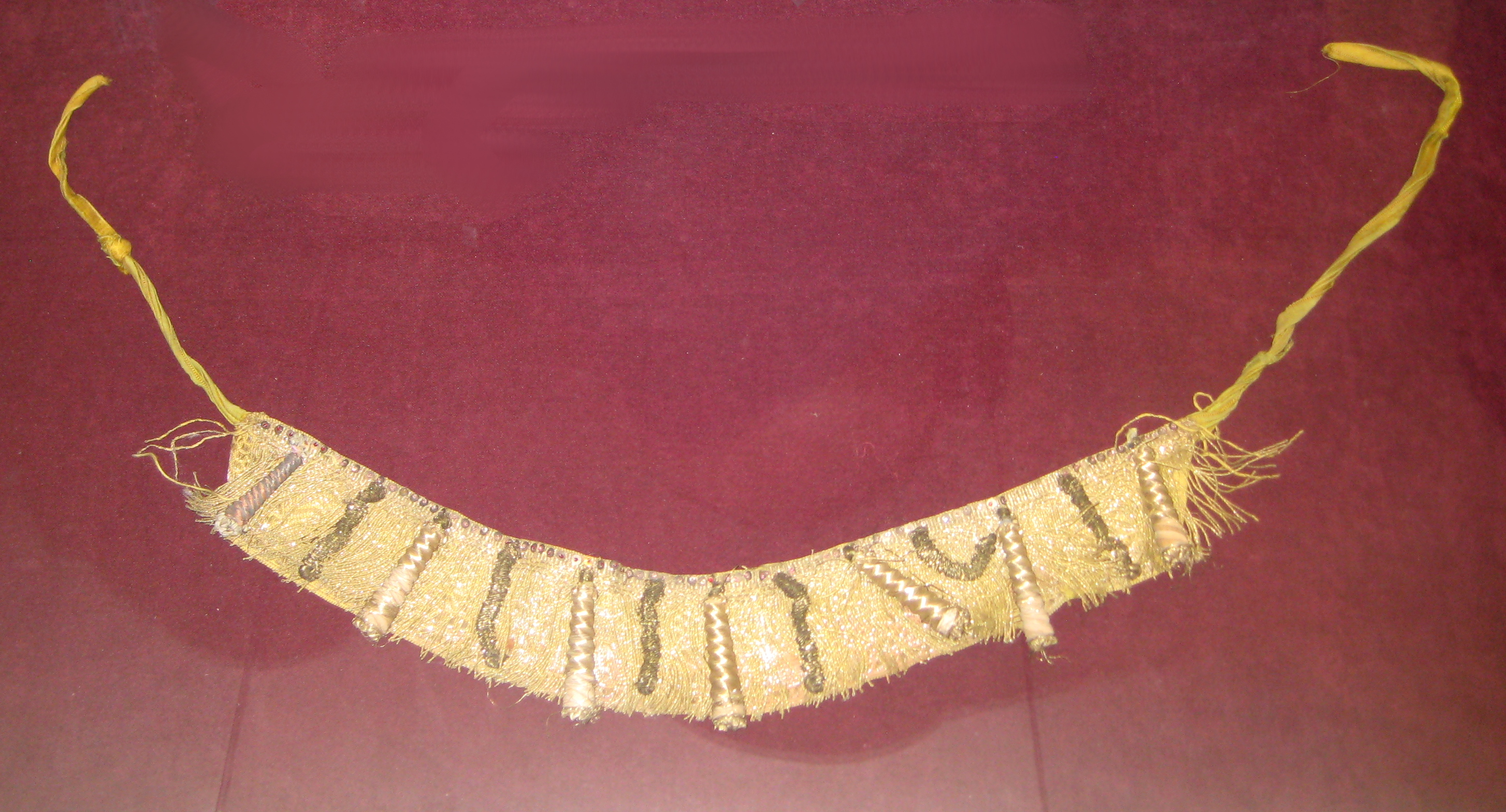
Перевязка
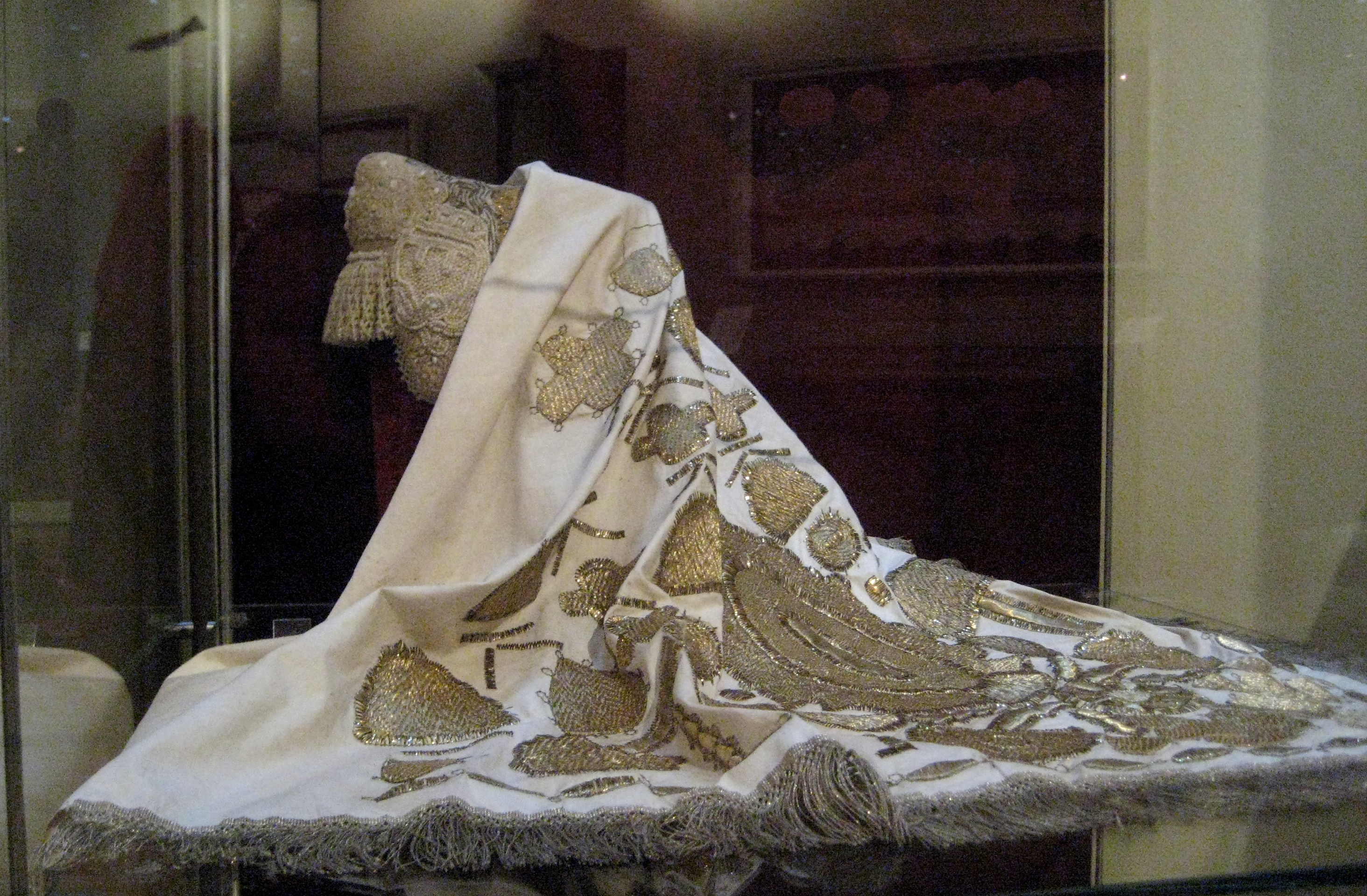
Платок (накинут на кокошник)
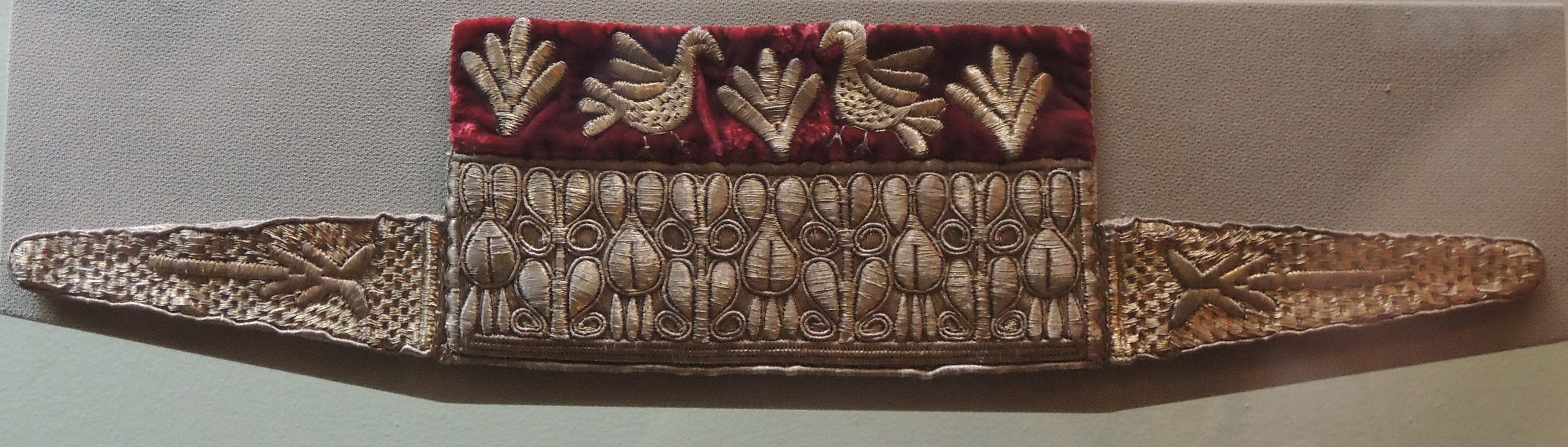
Позатыльник
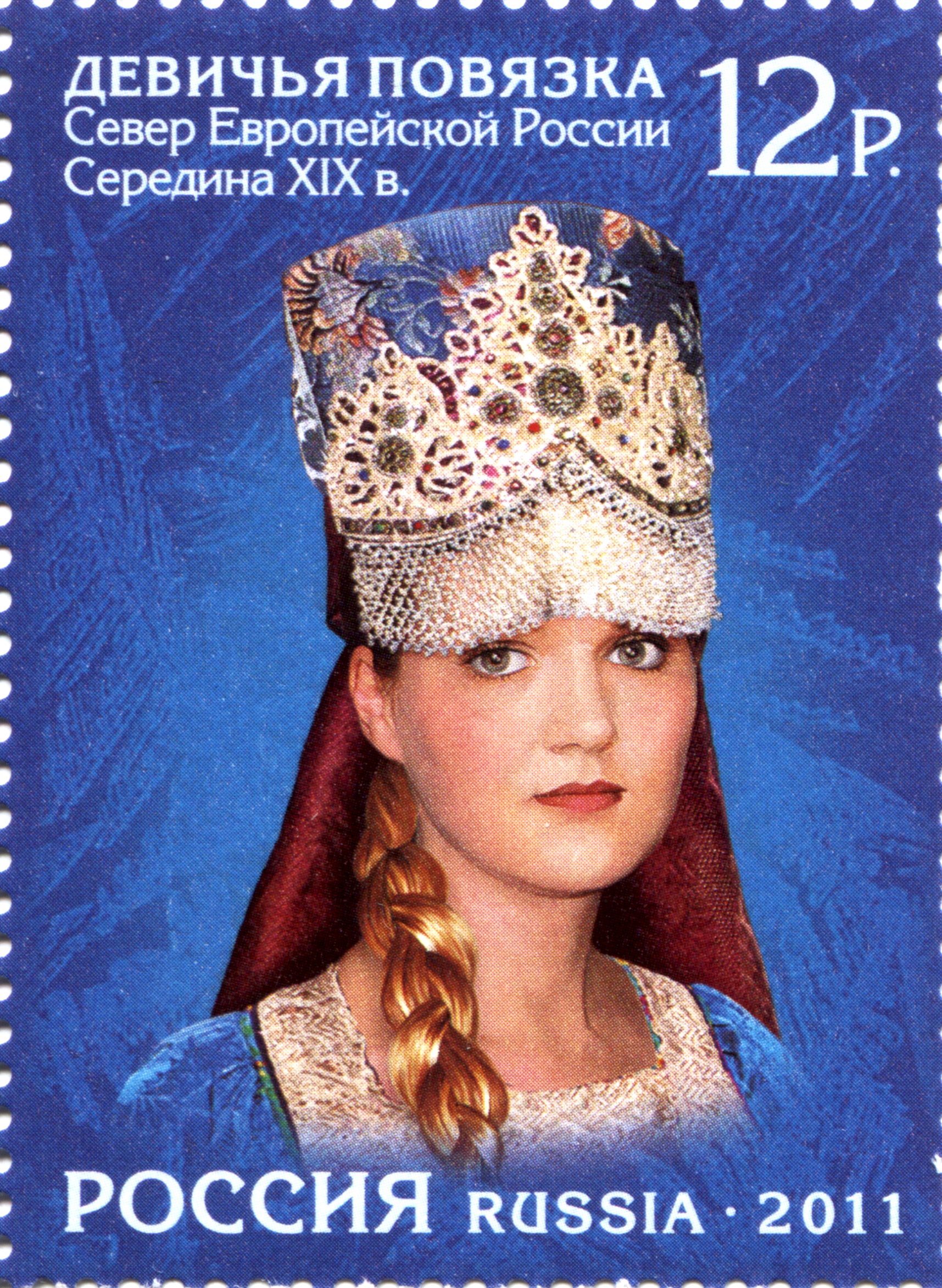
Девичья повязка, XIX век

### С
- ♀ Сборник
- ♀ Сорока
  - Золотоломка — богато вышитая свадебная сорока

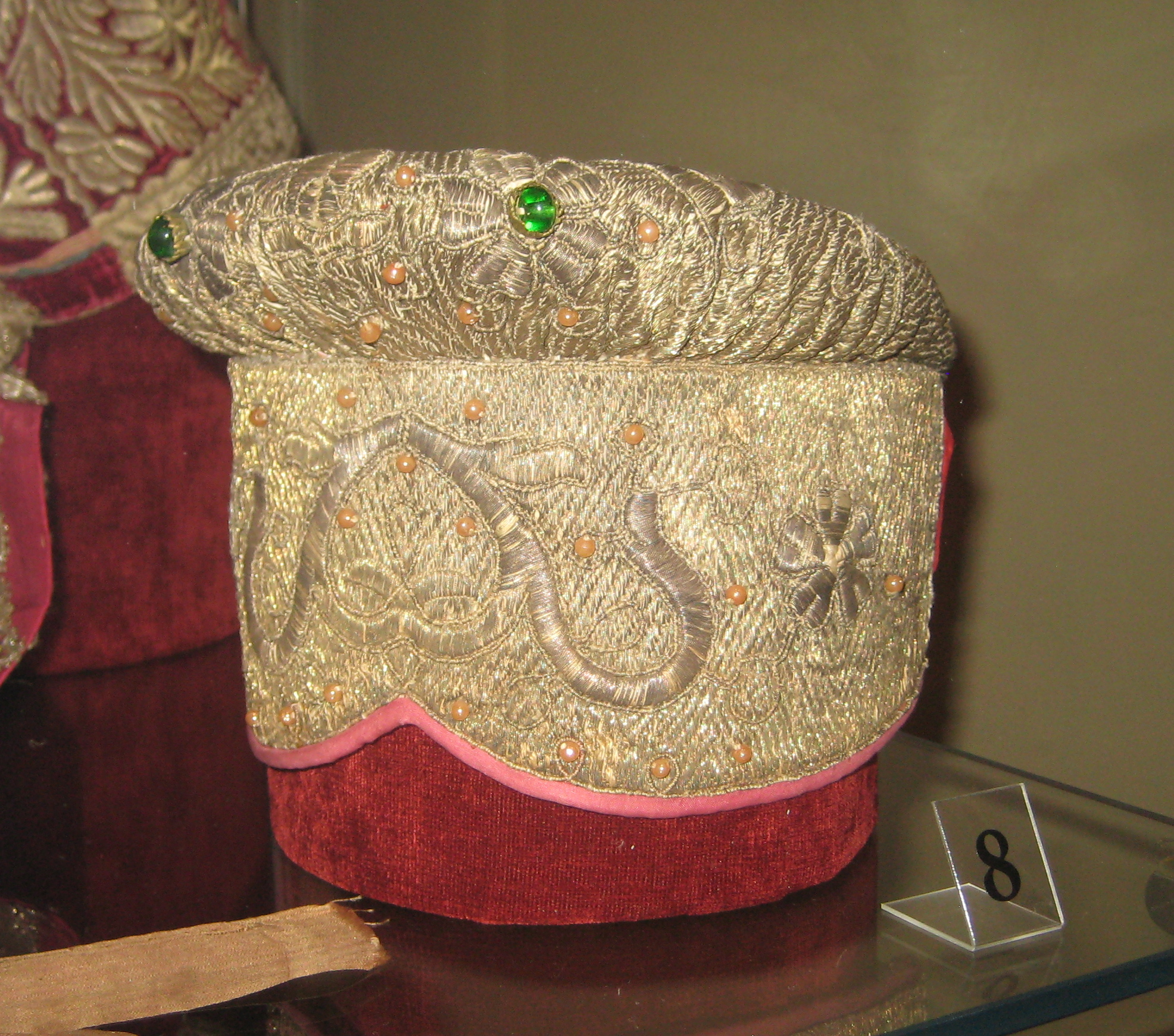
Сборник (?)
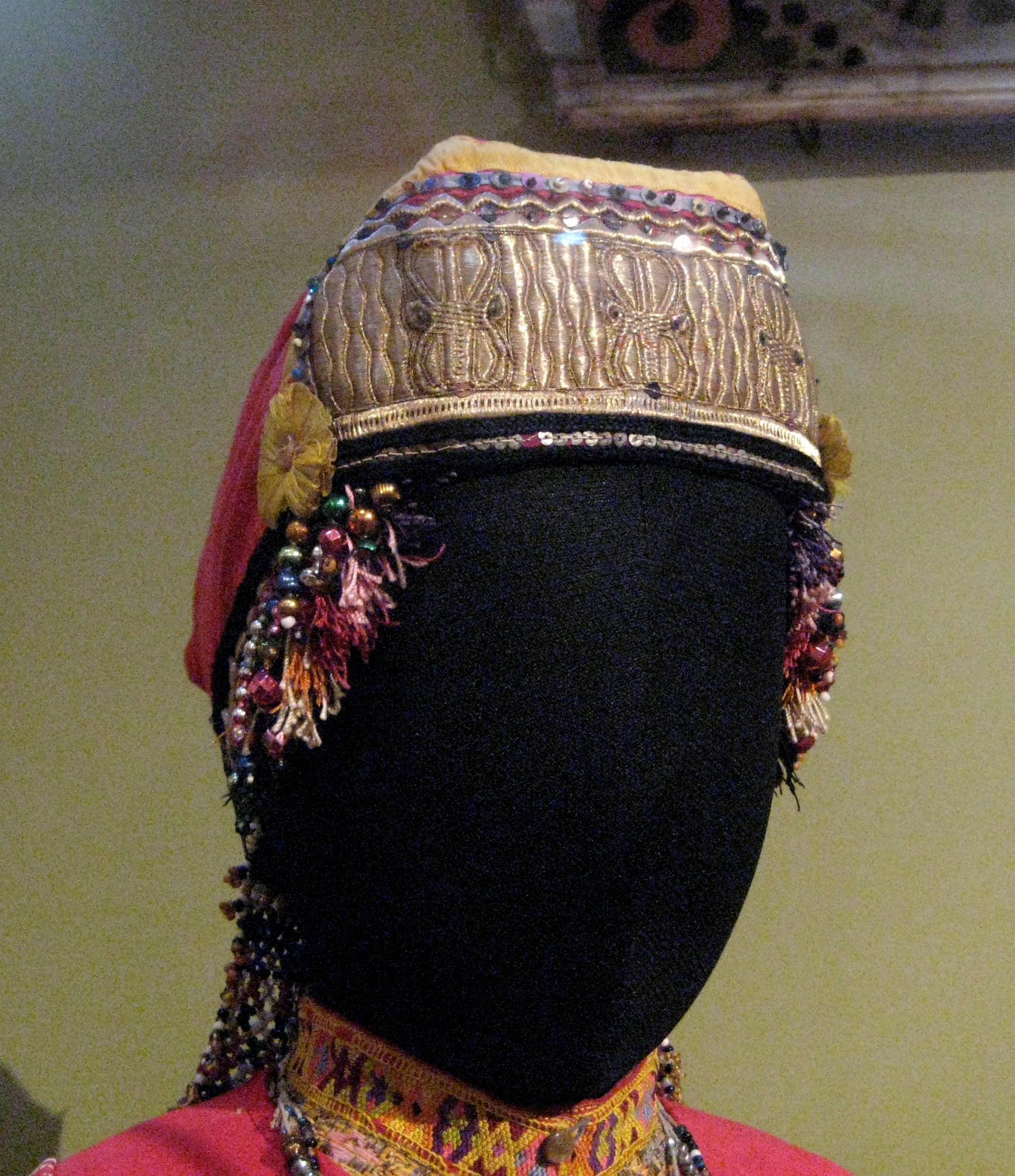
Сорока

### Т
- Туфейка
- Треух

### У
- ♀ Убрус, шлык — полотенчатый, богато вышитый головной убор, закалывавшийся специальными булавками

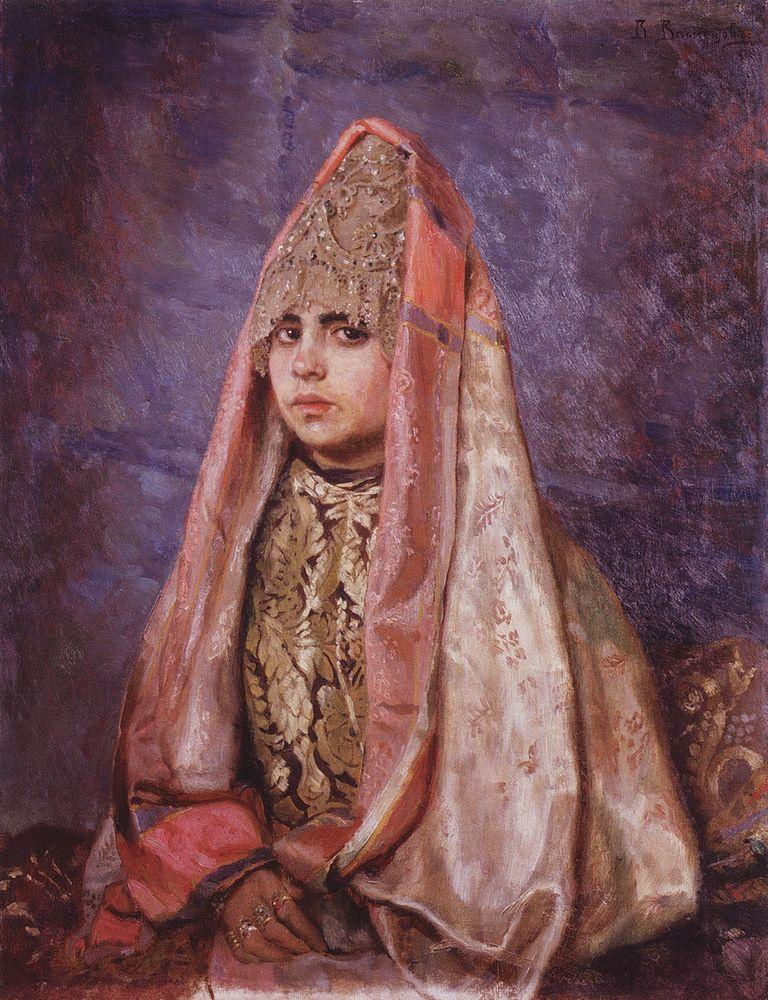
Убрус (поверх кокошника)

### Ф
- ♀ Фата — платок

### Ш
- ♂ Шапка горлатная — высокая боярская меховая шапка
- ♂ Шапка-ушанка
- ♀ Шапка женская — обычно меховая, с тряпичным верхом
  - Шапка столбунец — высокая, напоминающая мужскую горлатную, но с сужением кверху и дополнительной меховой опушкой на затылке.
- ♀ Шляпка — проникла поздно
- ♂ Шляпа

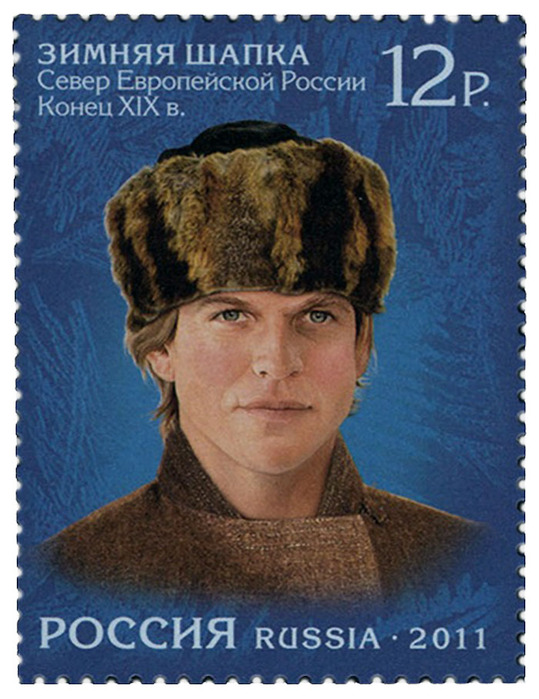
Зимняя шапка Север Европейской России, XIX в.
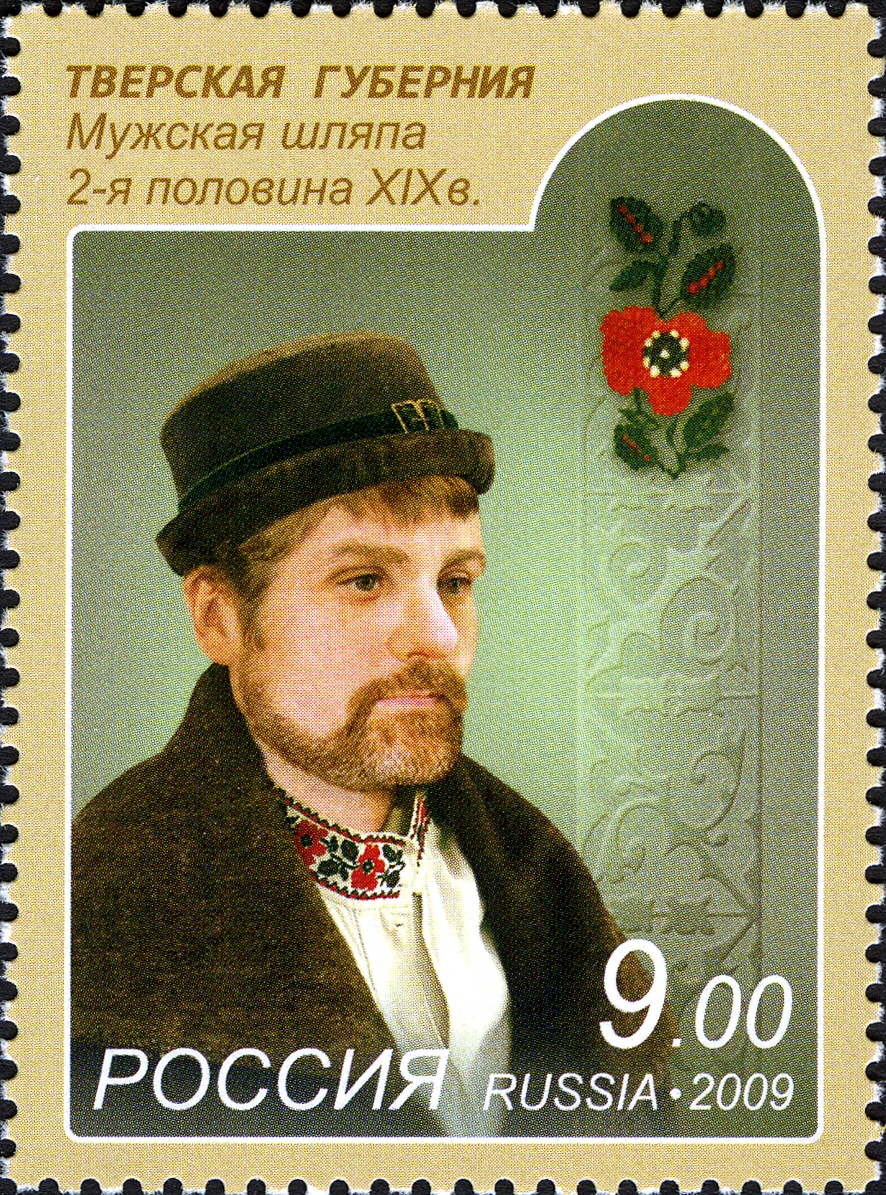
Шляпа. Тверская губерния, XIX в.

### Ч
- ♀ Чело, челка — девичий головной убор, обивающая лоб лента, украшенная шитьём, жемчугом